# Мудар
Мудар (араб. مضر‎) — одна из самых могущественных группировок северных арабских племен.

## История
Мудар и Раби’я зарегистрированы в центральной Аравии в арабских историях доисламского периода; Правители Кинды носили титул «царь Маада (или Мудара) и Раби’и», и они играли роль в конфликтах с йеменскими (южно-арабскими) племенами. Однако неясно, в какой степени эти племена действительно возникли описанным образом или являются впоследствии искусственными обозначениями, возникшими в результате межплеменного соперничества и конфликтов. Даже конфликт между йеменскими и северными племенами считается некоторыми современными учеными поздним изобретением, отражающим племенное соперничество периода Омейядов, а не реалии доисламской Аравии . Согласно арабским источникам, большое количество мударов (отождествленных некоторыми современными учеными с византийскими источниками Μαυζανῖται, Mauzanitae) также мигрировали в Верхнюю Месопотамию, где они дали свое имя району Дияр-Мудар. После распада царства Кинда мудар центральной Аравии перешел под контроль государства Лахмидов во время правления Аль-Мунзира III.
Мудары доминировали в Мекке после изгнания из Джурхума и занимали некоторые религиозные должности, связанные с святыней Кааба. В отличие от раби’и, принявших христианство в большом количестве, мудары оставались приверженцами традиционной политеистической религии. Идол аль-Уззы в Нахле, «почитаемый всеми мударами», согласно аль-Табари, был уничтожен Халидом ибн аль-Валидом в 630 году. Хотя музайна хвастались тем, что приняли Мухаммеда и Ислам уже в 5 году после Хиджры (626/7 гг. н. э.), другие племена мудар начали обращаться в ислам только в 631 году «Год депутаций».

### Мифологический предок
Согласно арабским генеалогам, Мудар был сыном Низара ибн Маада ибн Аднана Савда бинт Акк ибн Аднана.